# Abbatino degli Abati del Malia
Abbatino o Batino degli Abati del Malìa (XIII secolo – dopo il 1336) è stato un nobile e politico italiano.

## Biografia
Nacque nella seconda metà del XIII secolo da Bino di Abate, il quale, ribellatosi alla Repubblica di Siena, aveva assicurato la propria signoria sulla città di Grosseto. Esercitò il dominio cittadino insieme al fratello maggiore Vanni detto Malìa, schierandosi con la parte guelfa per contrastare i ghibellini Aldobrandeschi, storici feudatari della Maremma, e ingraziarsi i senesi che per il momento si limitavano a tollerare la situazione. Siena pretendeva però che il comune di Grosseto pagasse alla repubblica un censo e cercò anche di imporre una tassa sui beni che i fratelli Malìa e Abbatino possedevano nel contado senese (l'imposta della "Tavola"). Nel 1324 il giurista Cino da Pistoia si pronunciò in favore dei due grossetani, i quali non erano tenuti a pagare l'imposta in quanto non cittadini senesi. Nel settembre 1328 Abbatino è nuovamente ricordato insieme al fratello per avere guidato la difesa all'assedio da parte delle truppe imperiali di Ludovico il Bavaro, di ritorno dalla sua incoronazione a Roma, intenzionato a sottrarre la città al dominio guelfo. Abbatino e Vanni detto Malìa sono citati anche nel trattato di pace tra Siena e i conti Aldobrandeschi del 1331, dove vengono menzionati tra i sequaces della Repubblica.
Alla morte del Malìa, nel gennaio del 1334, i senesi colsero l'occasione per riconquistare Grosseto e un esercito comandato da Iacopo Gabrielli da Gubbio entrò in città e fece prigioniero Abbatino, insieme ai nipoti Binello e Cione, figli del fratello. La Repubblica di Siena dette inizio a una serie di provvedimenti atti a sottomettere definitivamente il comune maremmano, compresa la costruzione di un cassero, i cui lavori ebbero inizio nel mese di marzo, mentre Abbatino e i due figli di Vanni furono graziati, ma trattenuti a Siena in esilio da Grosseto.
Le cronache, come quelle di Agnolo di Tura e Giovanni Villani, ricostruiscono gli avvenimenti successivi raccontando come Abbatino e i due nipoti riuscirono a entrare in contatto con Pisa, rivale di Siena, assicurandosi da quella città un piccolo contingente per riuscire a riprendere Grosseto. Dopo alcune scorribande nel contado, gli Abati del Malia raggiunsero la città e la riconquistarono il 25 luglio 1335 scacciando il presidio militare e la deputazione alla costruzione del cassero. I senesi occuparono Massa Marittima nel mese di agosto e sfruttarono quella piazzaforte per muovere di nuovo contro Grosseto. Villani racconta che mentre era in atto l'assedio da parte dell'esercito senese guidato dal capitano Marcovaldo di Dovadola, Abbatino aveva raggiunto Pisa in cerca di soccorsi ed era poi rientrato a Grosseto il 23 novembre in testa a un esercito di circa cinquecento cavalieri. Con la ritirata dei senesi, Abbatino avrebbe poi effettuato razzie lungo la valle dell'Ombrone, fino a Petriolo, prima di ripiegare in città e congedare i pisani.
La città di Grosseto tornò infine a Siena nel giugno 1336, quando il capitano Puccio di Guglielmo di Magliano negoziò con Abbatino un accordo che prevedeva la cessione immediata della città, in cambio del reintegramento degli Abati del Malia nelle grazie senesi e la restituzione della somma pagata da Salomone Piccolomini per l'acquisto del castello di Batignano, che era stata trattenuta dal governo di Siena. Agnolo di Tura racconta come tale accordo venne ritenuto nullo dai senesi, i quali accusarono Puccio di essere stato corrotto dagli Abati del Malia per avere chiuso un occhio su un crimine commesso da uno dei due nipoti di Abbatino, che per rappresaglia aveva assassinato alcuni cittadini senesi prigionieri nel carcere di Grosseto. Scrive il cronista: «si credette che'l detto Capitano tagliasse la testa al figliolo del Malia che l'aveva fatto e l'detto Capitano nol fece perché si ebbe 500 fiorini d'oro da loro per quello che si disse e rifermossi» e «Abatino e li figliuoli del Malìa sciro de Grosseto e andossene a Pisa e furono sbanditi dal comuno di Siena e furono guaste le mura di Grosseto per lo comuno di Siena».
Non si hanno più notizie di Abbatino dopo la sua fuga a Pisa. Un figlio, Malia «quondam Batino», è documentato come cittadino senese nel 1362 in una delibera comunale di Siena in risposta alla richiesta di restituzione di alcuni beni confiscati durante le occupazioni di Grosseto; tale delibera stabiliva l'acquisto di tutte le proprietà possedute da Malia a Grosseto al fine di recidere ogni legame che egli aveva ancora con quella città.

## Famiglia
- Manto (bis-nonno)
  - Abate (nonno)
    - Bino (padre)
      - Vanni, detto Malìa (fratello)
      - Abbatino
        - Malia (figlio)

### Esplicative
1. ↑  La dicitura Abati del Malìa indica i discendenti di Abate di Manto, con l'aggiunta di "del Malìa" per distinguere la famiglia dall'omonima dinastia fiorentina.

### Riferimenti bibliografici
1. ↑  Cappelli 1931, p. 5.
2. ↑  Cappelli 1931, p. 10.
3. 1 2 3  Mordini 2007, p. 116.
4. ↑  Cappelli 1931, p. 13.
5. ↑  Cappelli 1931, pp. 15-16.
6. ↑  Cappelli 1931, p. 16.
7. ↑  Cappelli 1931, pp. 17-18.
8. 1 2  Cappelli 1931, pp. 18-19.
9. ↑  Cappelli 1931, p. 20.
10. 1 2  Cappelli 1931, pp. 20-22.
11. ↑   Agnolo di Tura, Cronaca senese,  p. 516.
12. ↑  Cappelli 1931, p. 46.